# ROH Field of Honor
Field of Honor est un pay-per-view annuel produit par la Ring of Honor (ROH), disponible uniquement en paiement à la séance, via Ustream et Destination America depuis 2015. Il s'est déroulé pour la première fois en août 2014 et chacune des deux éditions se sont déroulées au MCU Park à Brooklyn dans l'Etat de New York. 

## Historique
| Événement             | Date         | Lieu     | Ville              | Spectateurs | Événement principal                                                 |
| --------------------- | ------------ | -------- | ------------------ | ----------- | ------------------------------------------------------------------- |
| Field of Honor (2014) | 15 août 2014 | MCU Park | Brooklyn, New York | 1 400       | Michael Elgin (c) contre Adam Cole, A.J. Styles et Jay Briscoe      |
| Field of Honor (2015) | 22 août 2015 | MCU Park | Brooklyn, New York | 2 200       | Kazuchika Okada contre Roderick Strong                              |
| Field of Honor (2016) | 27 août 2016 | MCU Park | Brooklyn, New York | 1 500       | Adam Cole (c) contre Hiroshi Tanahashi, Jay Lethal et Tetsuya Naito |